# Calpocalyx
Calpocalyx là một chi thực vật có hoa trong họ Đậu.